# 柳比莫夫卡 (科列涅沃區)
柳比莫夫卡（羅馬化：Lyubimovka）是俄羅斯库尔斯克州科列涅沃區的村庄。為柳比莫夫卡村委會的行政中心，2010年人口560。
该村位于斯纳戈斯特河畔，距俄乌边境9公里、库尔斯克西南93公里和区中心科列涅沃东南15公里。
1707年，伊萬與安德烈·謝金兩兄弟在他们的庄园建造了代祷教堂，成爲村内第一棟建築物 。
2024年8月6日，在乌克兰武装部队进攻库尔斯克州期间该村庄被乌克兰军队占领。同年10月15日，俄軍奪回村莊。